# Christian Reitz
Christian Reitz (Löbau, 29 de abril de 1987) é um atirador esportivo alemão, especializado na modalidade do tiro rápido.

## Carreira

### Pequim 2008
Em 16 de agosto de 2008, Christian Reitz ganhou a medalha de bronze nos Jogos Olímpicos de Verão de 2008 de Pequim na modalidade Tiro rápido 25 m.

### Rio 2016
Reitz nas Olimpíadas, de 2016, na qual conquistou a medalha de ouro, na Pistola rápida 25 m masculino.